# 九龍公園體育館

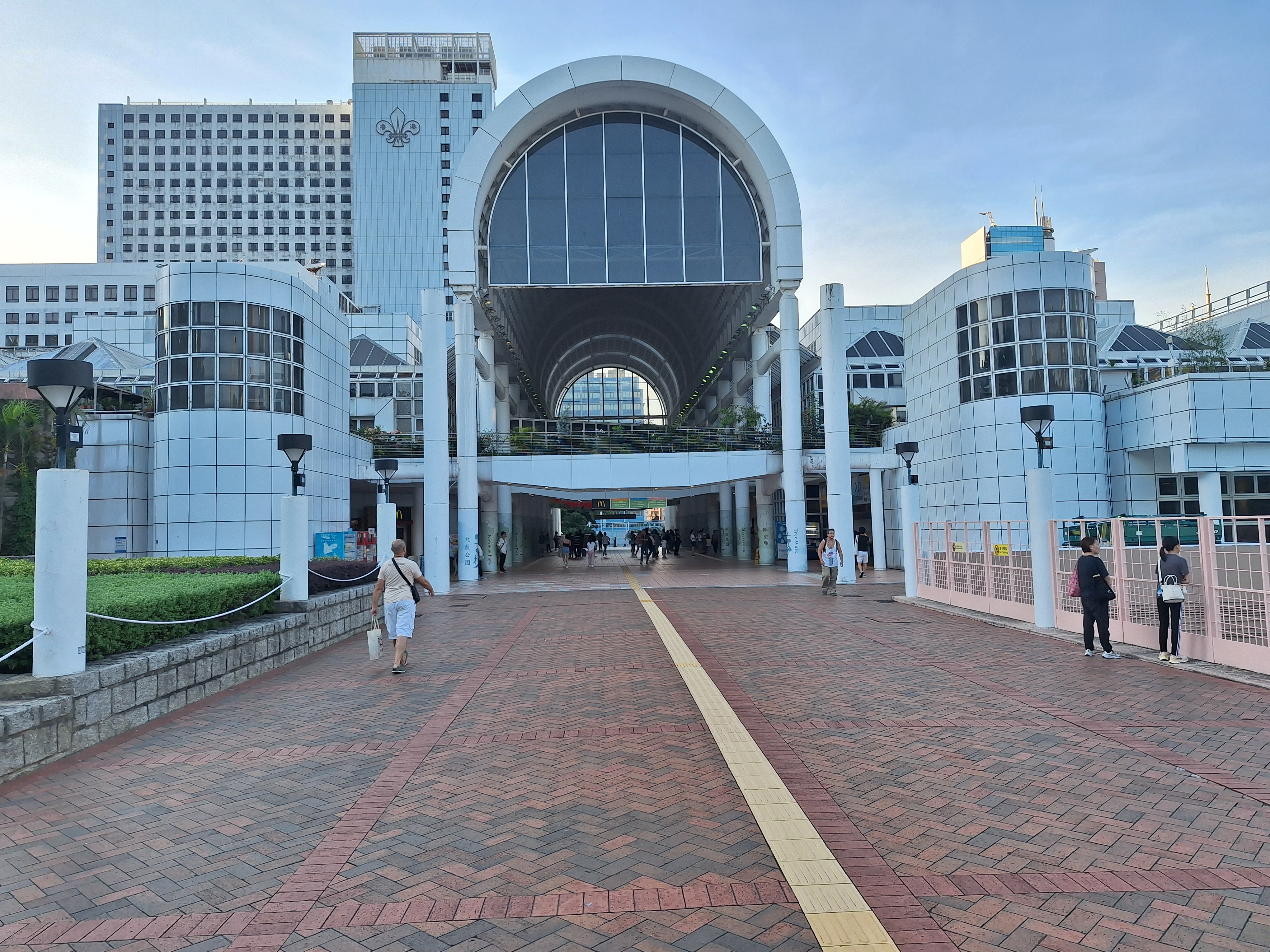
九龍公園體育館外觀

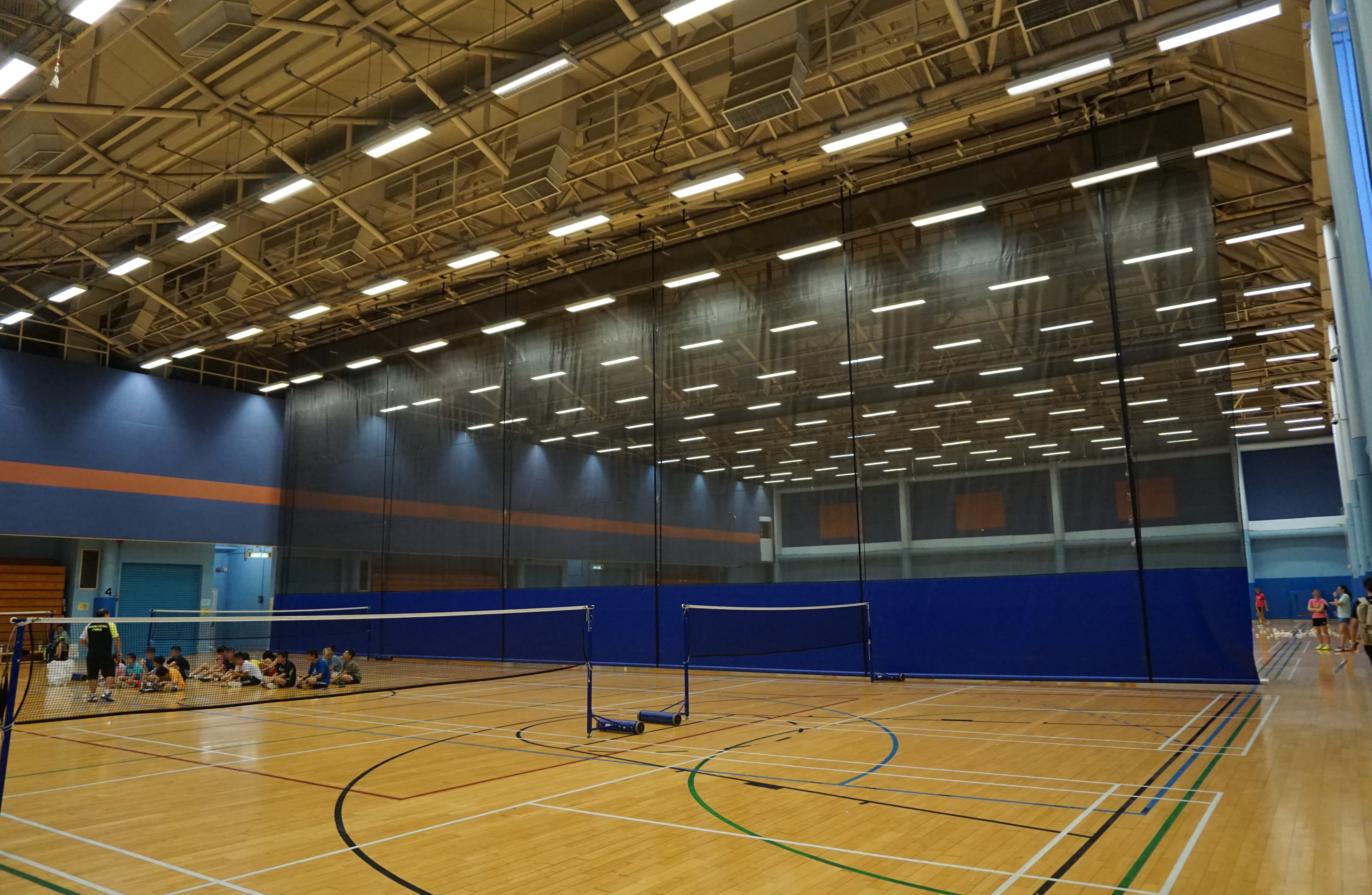
九龍公園體育館主場館

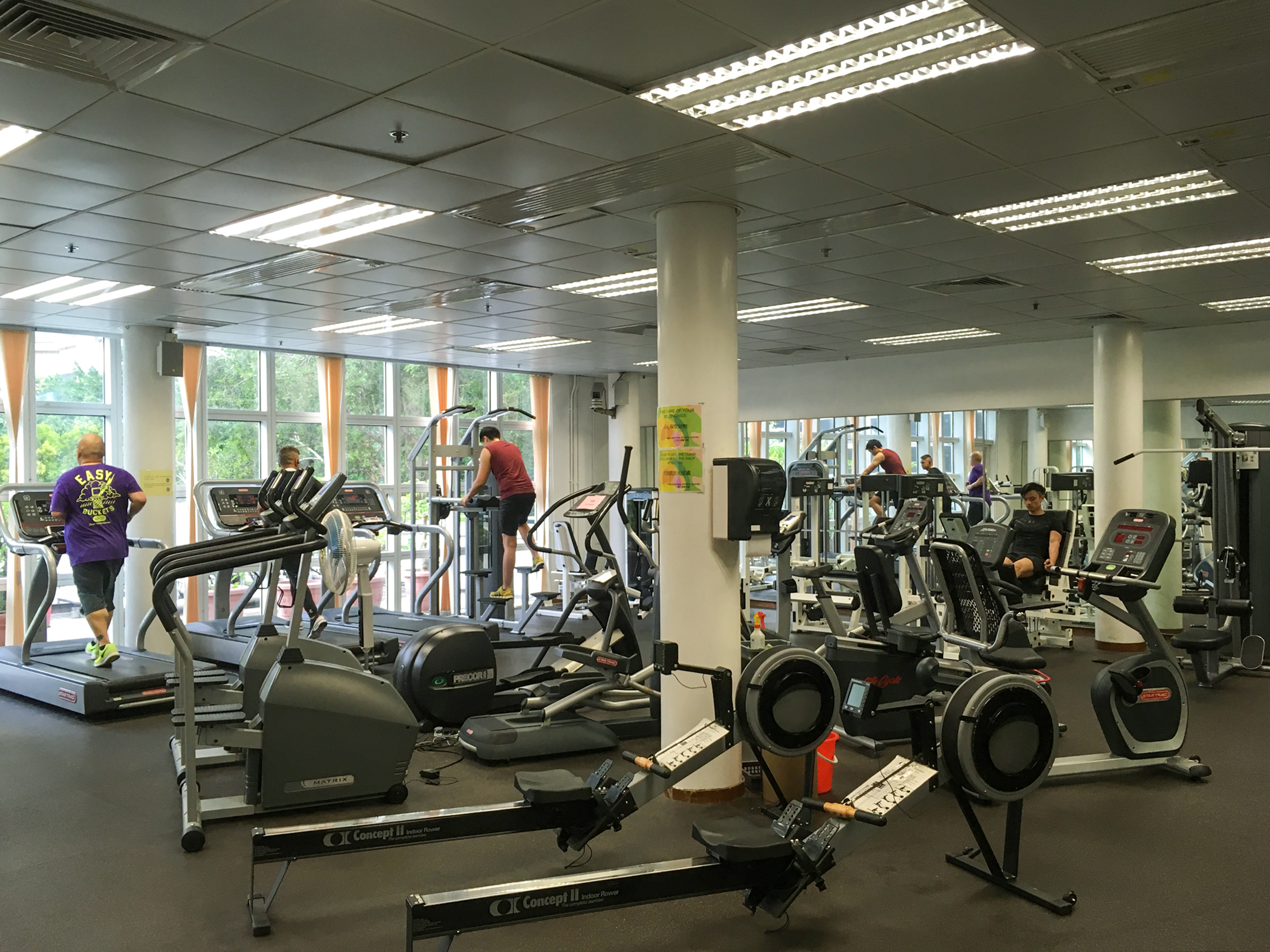
健身室

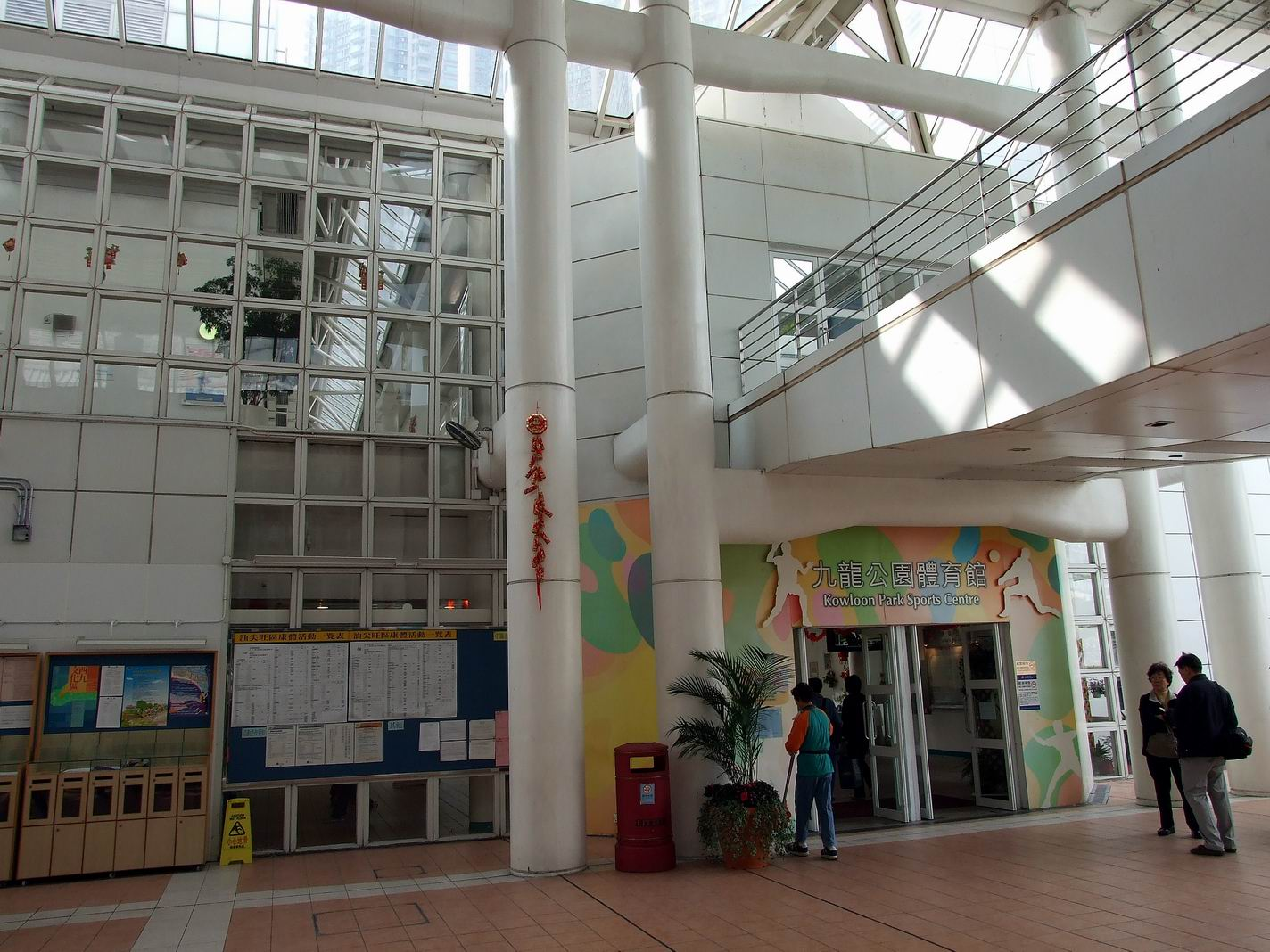
九龍公園體育館入口

九龍公園體育館（英語：Kowloon Park Sports Centre）位於香港九龍公園公園大樓西翼，主場面積達1,760平方米，是九龍區其中一座最大型的室內體育館。九龍公園體育館亦可以作為舉辦展覽、會議用途，以至舉辦其他活動。九龍公園體育館設有數座可以移動的看台，共設備有800個座席。

## 設施
九龍公園體育館的主場鋪設有櫸木地板，可以轉為3座籃球場、3座排球場、3座投球場、12座羽毛球場或者1座手球場。副場可作乒乓球、武術、劍擊及其他康樂活動。
1樓設施包括3個壁球場、2間多用途活動室、舞蹈室、健身室和活動室。